# Goldfranken
Der Goldfranken war zwischen 1920 und 2003 eine internationale Fiktiv-Währung vorrangig zur Abrechnung von Post- und Fernmeldeleistungen. Diese Fiktiv-Währung wurde aber auch in diversen internationalen Verträgen (z. B. im Abkommen zur Vereinheitlichung von Regeln über die Beförderung im internationalen Luftverkehr - Warschauer Abkommen) als Währungsgrundlage vereinbart. Als Abkürzungen gab es Gfr. sowie das ISO-4217-Symbol XFO. Heutzutage werden zu diesem Zweck Sonderziehungsrechte verwendet.

## Geschichte
Der Goldfranken entsprach dem Franc germinal, welcher von Napoléon Bonaparte am 7. Germinal XI (28. März 1803) gesetzlich festgelegt wurde. Der Goldfranken hat als Münze in Frankreich nie existiert, die kleinste Goldmünze in Frankreich war die 5-Francs-Münze, üblich waren 10- und 20-Francs-Münzen. 1-Franc-Münzen wurden in Silber geprägt. 10 Francs entsprachen 2,9032 Gramm Feingold.

Bis zum Weltpostkongress in Madrid 1920 diente zwischen den Postvereinsländern die Frankenwährung der Lateinischen Münzunion als Grundlage für die Gebührenfestsetzung und die Abrechnung. Man ging dabei von der Annahme aus, dass dieser ein unveränderlicher Wertmaßstab sei. Bis vor dem Ersten Weltkrieg war dies auch der Fall gewesen, unabhängig davon, ob man sich bei Preisfestsetzungen und Zahlungen zum Beispiel des schweizerischen Franken oder des französischen Franc bediente. Als sich infolge des Krieges der Wert der Münzeinheiten in den verschiedenen Frankenländern völlig verschob und es schließlich so viele Frankenwährungen gab, wie Frankenländer vorhanden waren, entstanden Zweifel, die auch dadurch nicht zu beheben waren, dass man, wie es zeitweilig meist geschah, die im Wert am höchsten stehende Währung – vorwiegend die Schweizer Währung – grundlegend machte. Zur Beseitigung der Schwierigkeiten nahm der Postkongress in Madrid 1920 nach langen Verhandlungen den Goldfranken als Grundlage für die Gebührenfestsetzung und die Ausgleichung der Abrechnung an. Nach dem Weltpostvertrag von Madrid sollte der Wert des Goldfranken gleich 

„der Menge Goldes (nach Gewicht und Feingehalt), wie sie dem Münzfuß der Länder, die den Franken als Münzeinheit haben, nach der geltenden Gesetzgebung entspricht“

 sein:
Dem Werte des Goldfranken sollten alle Vereinsländer die Gebühren in der eigenen Währung zwar grundsätzlich so genau wie möglich anpassen; doch war den Vereinsländern die Festsetzung der Gegenwerte für die Gebührensätze im Briefverkehr weitgehend freie Hand gelassen, dass die Gegenwerte über den Goldwert nicht hinausgehen durften. Zur Umrechnung des Goldfranken in die Währungen der einzelnen Länder musste nach den vom Postkongress in Madrid gefassten Beschlüsse der Devisenkurs eines Landes gewählt werden, dessen Währungssystem folgende Bedingungen erfüllte:
- Einlösbarkeit des Papiergeldes in das dem Nennwert dieses Geldes entsprechende eigentliche Goldgeld,
- Freiheit der Goldausfuhr (diese Bedingungen erfüllte vor allem das Währungssystem der Vereinigten Staaten von Amerika, so dass die Umrechnung der Goldfrankenbeträge in Beträge von Landeswährungen und umgekehrt in der Regel über den amerikanischen Dollar erfolgte).

Die Zahlung in Gold war grundsätzlich zulässig. Bei Verwendung von Wechseln war zu unterscheiden, ob das Gläubigerland beide Bedingungen erfüllte oder nicht. Im ersteren Falle war der Schuldbetrag stets in die Währung des Gläubigerlandes nach dem Pariverhältnis der Goldmünzen (d. i. des Goldfranken zum Goldgeld des Gläubigerlandes) umzuwandeln und mit der so festgestellten Summe zu zahlen. Im zweiten Falle war, wenn die Verwaltungen nichts anderes vereinbart hatten, der Schuldbetrag zunächst in die Währung eines die obigen Bedingungen erfüllenden Landes nach dem Pariverhältnis der Goldmünzen umzuwandeln; die so berechnete Summe war dann in die Währung des Gläubigerlandes nach dessen Devisenkurs, ausnahmsweise auch in die Währung eines anderen Landes, umzurechnen und mit dem so ermittelten Betrage zu zahlen.
Der Postkongress in Stockholm 1924 hatte den Goldfranken als Wertmaßstab für die Gebührenfestsetzung und die Begleichung der Abrechnungen beibehalten. Gewicht und Feingehalt der zwischenstaatlichen Münzeinheit wurden jedoch im Vertrag festgelegt und es wurde, um von der Bezugnahme auf eine bestimmte Ländergruppe abzusehen, der Begriff des Goldfranken dahingehend geändert, dass als Goldfranken der Franken zu 100 Centimes im Gewicht von 10/31 Gramm und mit einem Feingehalt von 0,900 festgelegt wurde. Für die Gebührenfestsetzung wurde der Grundsatz beibehalten, dass die in jedem Vereinsland festzusetzenden Gebühren für alle Gattungen von Postsendungen dem Werte des Goldfranken so genau wie möglich zu entsprechen haben. Beim Briefverkehr wurde aber die Freiheit der Verwaltungen, die Gebühren weitgehend nach eigenem Ermessen festzusetzen, dahin eingeschränkt, dass sich die tatsächlich erhobenen Gebühren innerhalb bestimmter Mindest- und Höchstsätze zu halten haben. Die Grundsätze über die Begleichung von Schuldbeträgen änderte der Postkongress in Stockholm dahin, dass Schuldbeträge fortan grundsätzlich in Gold oder in der Währung eines Landes zu begleichen sind, wo Papiergeld auf Sicht gegen Gold eingetauscht wird und wo Einfuhr und Ausfuhr des Goldes frei sind. Nur wenn Schuldner- und Gläubigerland einverstanden sind, konnten künftig Wechsel in der Währung des Gläubigerlandes benutzt werden; in diesem Falle wurde der Goldfrankenbetrag über die Währung eines Goldwährungslandes in die Währung des Schuldnerlandes und aus dieser in die Währung des Gläubigerlandes umgewandelt.

## Einführung
Auf dem Weltpostkongress 1920 in Madrid wurde der fiktive Goldfranken im Gewicht von 10/31 Gramm mit 9/31 Gramm Feingehalt Gold, als Vereinswährung im Weltpostvertrag, eingeführt. In Goldfranken wurden alle Gebührensätze des Weltpostvertrages und seiner Nebenabkommen festgelegt. In Goldfranken wurden die Abrechnungen im Briefpostdienst (Briefdurchgangskosten und Gebühren für Antwortscheine) sowie im Paketpostdienst (Gebührenvergütungen von Land zu Land) aufgestellt. Die Rechnungseinheit diente dem Weltpostvertrag, um Gebühren und Vergütungssätze einheitlich auszudrücken. Als der Weltnachrichtenvertrag von 1932 den Welttelegraphenvertrag von 1875 ablöste, wurden Zweckbestimmung und Definition des Goldfranken als Artikel 32 in den Vertrag übernommen. Deutschland ging bis 1923 dazu über, auch die Gebührensätze für den Verkehr mit den Nachfolgestaaten Österreich-Ungarns, mit Luxemburg und auch mit Danzig in Goldfranken zu vereinbaren. Der Goldfranken als Rechnungsgrundlage für den Internationalen Antwortschein wurde 1986 durch das Sonderziehungsrecht ersetzt.
Auch im internationalen Eisenbahnverkehr wurde der Goldfranken als Verrechnungseinheit verwendet, etwa wenn die Eisenbahngesellschaften die Gebühren für die Nutzung von Wagen anderer Gesellschaften im Rahmen des Regolamento Internazionale delle Carrozze (RIC) verrechneten.

## Rechtliches
Die auf dem Weltpostkongress in Stockholm 1924 beschlossene Definition des Goldfranken ist von den folgenden Kongressen und auch vom Kongress 1952 in Brüssel bestätigt worden. Für die Begleichung von Schuldbeträgen gab es folgende Möglichkeiten:
1. nach der Wahl der Schuldnerverwaltung in Gold oder mit im Gläubigerland auf Sicht zahlbaren Wechseln oder Schecks, die in der Währung eines Landes ausgestellt sind, in dem eine dazu befugte Notenausgabeanstalt Gold oder goldwerte Devisen gegen Landesgeld zu festgelegten Sätzen kauft und verkauft; Schecks und Wechsel können jedoch nach besonderer Vereinbarung in der Währung des Gläubigerlandes auch dann ausgestellt werden, wenn diese den vorstehenden Bedingungen nicht entspricht.
2. nach Vereinbarung zwischen Schuldner- und Gläubigerverwaltung durch Vermittlung einer Bank, die dem Überweisungsverkehr der Bank für Internationalen Zahlungsausgleich in Basel angeschlossen ist, oder durch jedes andere vereinbarte Verfahren.
3. nach den Bestimmungen besonderer etwa zwischen den Ländern bestehender Zahlungsabkommen, denen die betreffenden Verwaltungen unterliegen. Zahlungen sind grundsätzlich so schnell wie möglich, spätestens innerhalb von zwei Monaten nach Erhalt der festgestellten Abrechnungen zu leisten.

Für die nach dem Zweiten Weltkrieg schrittweise wieder aufgenommenen abrechnungspflichtigen Auslandspostdienste konnte die Deutsche Bundespost einen geordneten internationalen Zahlungsausgleich erst mit Beginn des Jahres 1949 wieder durchführen. Da die Deutsche Mark (DM) zu diesem Zeitpunkt noch keine eigene Goldparität hatte, sondern fest an den US-Dollar gebunden war, wurde nur dieser als Goldwährung zur Umrechnung von Goldfrankenbeträgen benutzt. Die Umrechnung erfolgte nach dem vom Alliierten Kontrollrat im Circulaire Nr. 43/1948 des Internationalen Büros des Weltpostvereins veröffentlichten Kurs von 1 US-Dollar = 3,060977 Goldfranken (3,060977 × 0,2903 [=1 XFO]= 0,8886 Gramm Gold, entspricht dem damaligen Goldpreis von 35 US-Dollar pro Feinunze). Im Übrigen wurde weitgehend von der im Weltpostvertrag gegebenen unter c) erwähnten Möglichkeit Gebrauch gemacht, nach den Bestimmungen der besonderen Zahlungsabkommen zu verfahren, die die Bundesrepublik Anfang der 1950er Jahre mit zahlreichen Ländern abgeschlossen hatte und wonach Schuldbeträge unter bestimmten Voraussetzungen auch in DM, die insoweit schon als Devise anerkannt wurden, beglichen werden konnte.

## Wechselkurse
Jede öffentliche Verwaltung setzte den offiziellen Umrechnungskurs des Goldfranken zur nationalen Währung fest und teilte ihn der Internationalen Fernmeldeunion (UIT) mit, die die Kurse regelmäßig veröffentlichte. Vor dem Ersten Weltkrieg hatte der Goldfranken einen offiziellen Gegenwert von 0,85 Goldmark ℳ. Während der Inflation erreichte der Goldfranken am 21. November 1923 mit einer Billion Papiermark den höchsten Wert. Nach dem Münzgesetz vom 30. August 1924 ergab sich ein Gegenwert von 0,81 Reichsmark, der von der deutschen Verwaltung für Abrechnungszwecke benutzt wurde. Zur Errechnung der Erhebungsgebühr wurde jedoch der Goldfranken im Mittel mit 0,85 ℛℳ angesetzt, nach dem 1. April 1937 mit 0,82 ℛℳ. Am 21. Juni 1948 wurde der Gegenwert auf 1,089 DM festgesetzt, am 1. November 1948 auf etwa 1,20 DM. Von 1952 bis zum 4. März 1961 galt ein Gegenwert für den Goldfranken von 1,372 DM, der durch die Aufwertung der DM am 5. März 1961 auf 1,307 DM verbessert wurde.
| Datum             | Währung                                  | Inflationsbereinigt würde dies heute … betragen | Anmerkungen |
| ----------------- | ---------------------------------------- | ----------------------------------------------- | --- |
| 1914              | 0,85 ℳ                                   | 5,59029 Euro                                    | |
| 1923              | 1.000.000.000.000 Papiermark (1 Billion) | –                                               | Für die Inflationsjahre 1922 und 1923 ist die Umrechnung mit Jahreswerten nicht sinnvoll. Daher sind Preise aus der Zeit der Hyperinflation nicht sinnvoll umrechenbar. Eine Billion Papiermark entsprach einer Rentenmark. |
| 30. August 1924   | 0,81 Reichsmark (ℛℳ)                     | 4,07168 Euro                                    | Zur Errechnung der Erhebungsgebühr wurde jedoch der Goldfranken im Mittel mit 0,85 ℛℳ (4,27275 Euro) angesetzt. |
| 1925              | 0,81 ℛℳ                                  | 3,75617 Euro                                    | " 0,85 ℛℳ (3,94166 Euro) |
| 1926              | 0,81 ℛℳ                                  | 3,74867 Euro                                    | " 0,85 ℛℳ (3,93379 Euro) |
| 1927              | 0,81 ℛℳ                                  | 3,60103 Euro                                    | " 0,85 ℛℳ (3,77886 Euro) |
| 1928              | 0,81 ℛℳ                                  | 3,50977 Euro                                    | " 0,85 ℛℳ (3,68309 Euro) |
| 1929              | 0,81 ℛℳ                                  | 3,4579 Euro                                     | " 0,85 ℛℳ (3,62866 Euro) |
| 1930              | 0,81 ℛℳ                                  | 3,59449 Euro                                    | " 0,85 ℛℳ (3,772 Euro) |
| 1931              | 0,81 ℛℳ                                  | 3,91131 Euro                                    | " 0,85 ℛℳ (4,10446 Euro) |
| 1932              | 0,81 ℛℳ                                  | 4,41457 Euro                                    | " 0,85 ℛℳ (4,63258 Euro) |
| 1933              | 0,81 ℛℳ                                  | 4,51388 Euro                                    | " 0,85 ℛℳ (4,73679 Euro) |
| 1934              | 0,81 ℛℳ                                  | 4,39949 Euro                                    | " 0,85 ℛℳ (4,61675 Euro) |
| 1935              | 0,81 ℛℳ                                  | 4,33021 Euro                                    | " 0,85 ℛℳ (4,54404 Euro) |
| 1936              | 0,81 ℛℳ                                  | 4,27886 Euro                                    | " 0,85 ℛℳ (4,49016 Euro) |
| bis 31. März 1937 | 0,81 ℛℳ                                  | 4,25757 Euro                                    | " 0,85 ℛℳ (4,46782 Euro) |
| 1. April 1937     | 0,82 ℛℳ                                  | 4,31014 Euro                                    | |
| 1938              | 0,82 ℛℳ                                  | 4,29296 Euro                                    | |
| 1939              | 0,82 ℛℳ                                  | 4,27161 Euro                                    | |
| 1940              | 0,82 ℛℳ                                  | 4,14317 Euro                                    | |
| 1941              | 0,82 ℛℳ                                  | 4,04606 Euro                                    | |
| 1942              | 0,82 ℛℳ                                  | 3,94353 Euro                                    | |
| 1943              | 0,82 ℛℳ                                  | 3,88908 Euro                                    | |
| 1944              | 0,82 ℛℳ                                  | 3,80909 Euro                                    | |
| 1945              | 0,82 ℛℳ                                  | 3,72345 Euro                                    | |
| 1946              | 0,82 RM                                  | 3,40976 Euro                                    | |
| 1947              | 0,82 RM                                  | 3,18967 Euro                                    | |
| bis 20. Juni 1948 | 0,82 RM                                  | 2,54908 Euro                                    | |
| 21. Juni 1948     | 1,089 DM                                 | 3,38531 Euro                                    | |
| 1. November 1948  | 1,200 DM                                 | 3,73037 Euro                                    | |
| 1949              | 1,200 DM                                 | 3,77186 Euro                                    | |
| 1950              | 1,200 DM                                 | 4,02976 Euro                                    | |
| 1951              | 1,200 DM                                 | 3,74513 Euro                                    | |
| 1952              | 1,372 DM                                 | 4,19386 Euro                                    | |
| 1953              | 1,372 DM                                 | 4,26639 Euro                                    | |
| 1954              | 1,372 DM                                 | 4,24939 Euro                                    | |
| 1955              | 1,372 DM                                 | 4,19072 Euro                                    | |
| 1956              | 1,372 DM                                 | 4,07658 Euro                                    | |
| 1957              | 1,372 DM                                 | 3,99665 Euro                                    | |
| 1958              | 1,372 DM                                 | 3,90679 Euro                                    | |
| 1959              | 1,372 DM                                 | 3,88349 Euro                                    | |
| 1960              | 1,372 DM                                 | 3,82233 Euro                                    | |
| bis 4. März 1961  | 1,372 DM                                 | 3,7291 Euro                                     | |
| ab 5. März 1961   | 1,307 DM                                 | 3,55243 Euro                                    | |
| 1962              | 1,307 DM                                 | 3,45567 Euro                                    | |
| 1963              | 1,307 DM                                 | 3,35502 Euro                                    | |
| 1964              | 1,307 DM                                 | 3,27639 Euro                                    | |
| 1965              | 1,307 DM                                 | 3,1748 Euro                                     | |
| 1966              | 1,307 DM                                 | 3,07338 Euro                                    | |
| 1967              | 1,307 DM                                 | 3,01607 Euro                                    | |
| 1968              | 1,307 DM                                 | 2,96857 Euro                                    | |
| 1969              | 1,307 DM                                 | 2,91608 Euro                                    | |